# Neuseeländische Badmintonmeisterschaft 1939
Die Neuseeländische Badmintonmeisterschaft 1939 fand in New Plymouth statt. Es war die 13. Austragung der Badmintonmeisterschaften von Neuseeland. 	

## Titelträger
| Disziplin    | Sieger                              |
| ------------ | ----------------------------------- |
| Herreneinzel | Ron H. Lewis                        |
| Dameneinzel  | Mavis Kerr                          |
| Herrendoppel | Phil Hawksworth G. A. Pearce        |
| Damendoppel  | Margaret Hawksworth Mavis Kerr      |
| Mixed        | Phil Hawksworth Margaret Hawksworth |